# Caffè Bardi

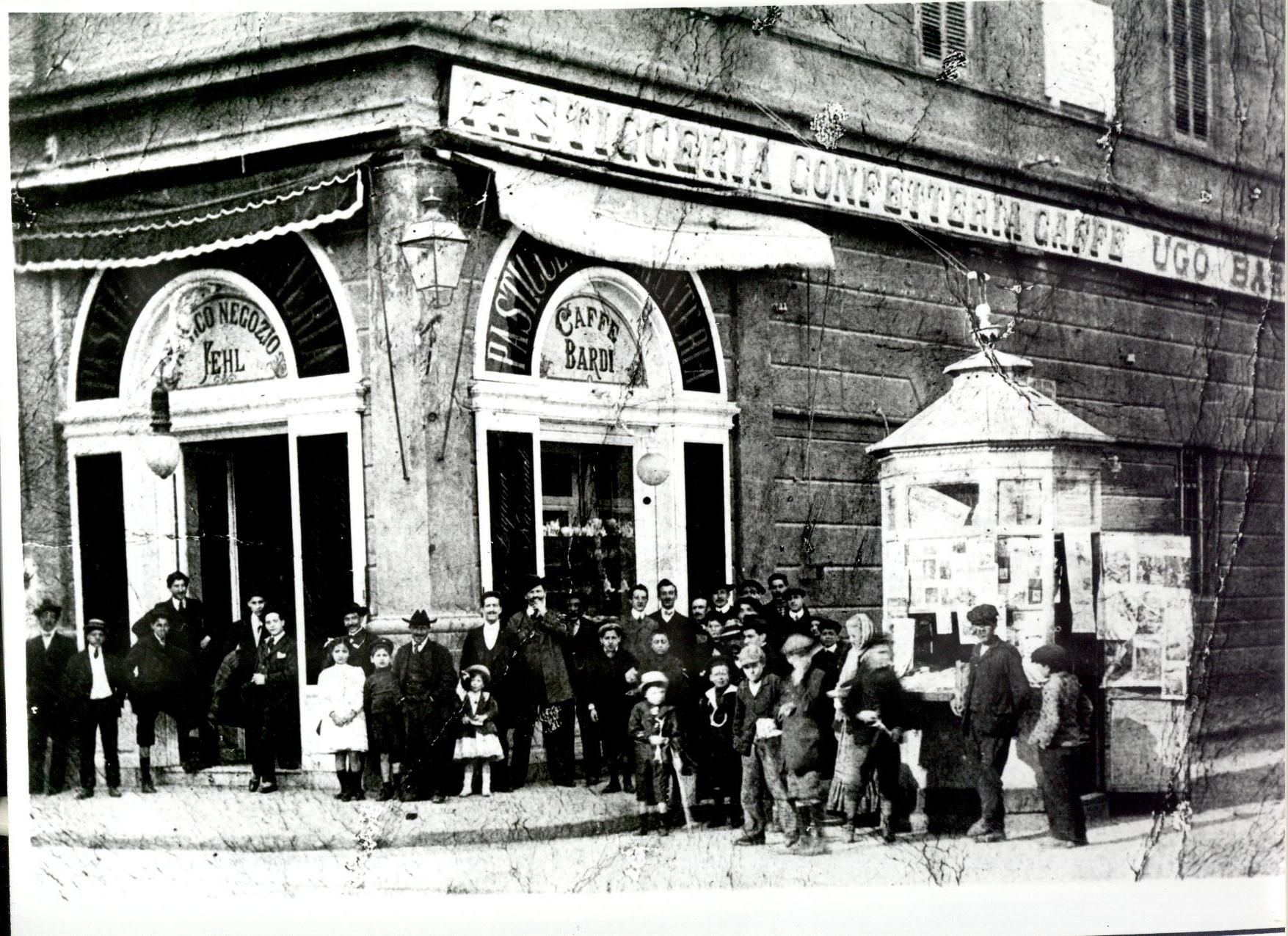
Exterior do Caffé Bardi Livorno (1908-1921) em 31 de dezembro de 1920

Caffè Bardi foi um local histórico de Livorno, na esquina da Piazza Cavour e Via Cairoli. Ativo entre 1908 e 1921, era um lugar de encontro de artistas livornos da época, principalmente pintores, mas também escultores, escritores, dramaturgos e músicos. O café é também recordado como o local onde, em 1920, se concretizou a ideia do Gruppo Labronico.